# Saint-Denis-du-Payré
Saint-Denis-du-Payré é uma comuna francesa na região administrativa da Pays de la Loire, no departamento de Vendéia. Estende-se por uma área de 16,24 km². Em 2010 a comuna tinha 393 habitantes (densidade: 24,2 hab./km²).